# Bajkalski Rezerwat Biosfery

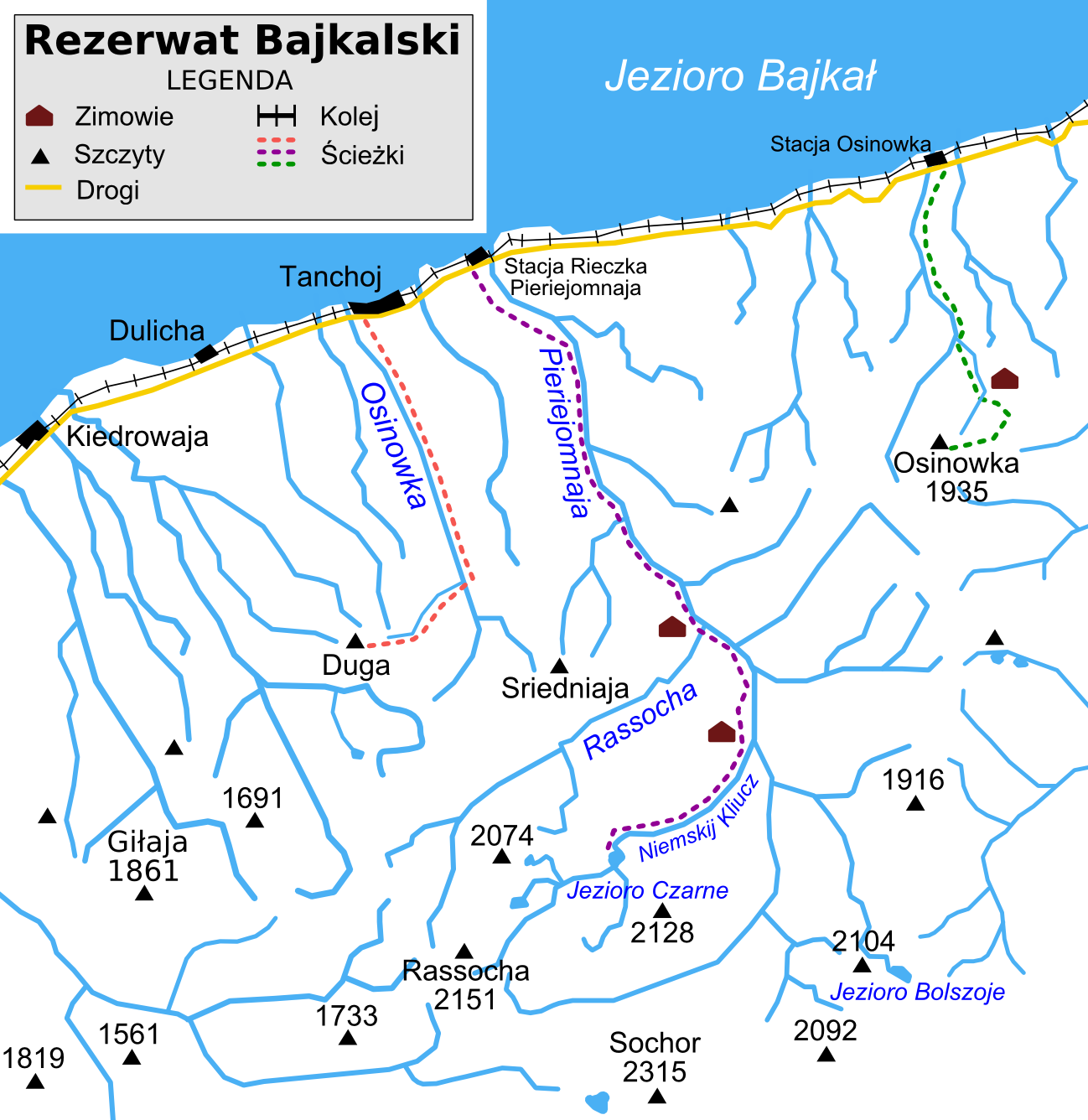
Środkowa część gór Chamar-Daban, Rezerwat Bajkalski

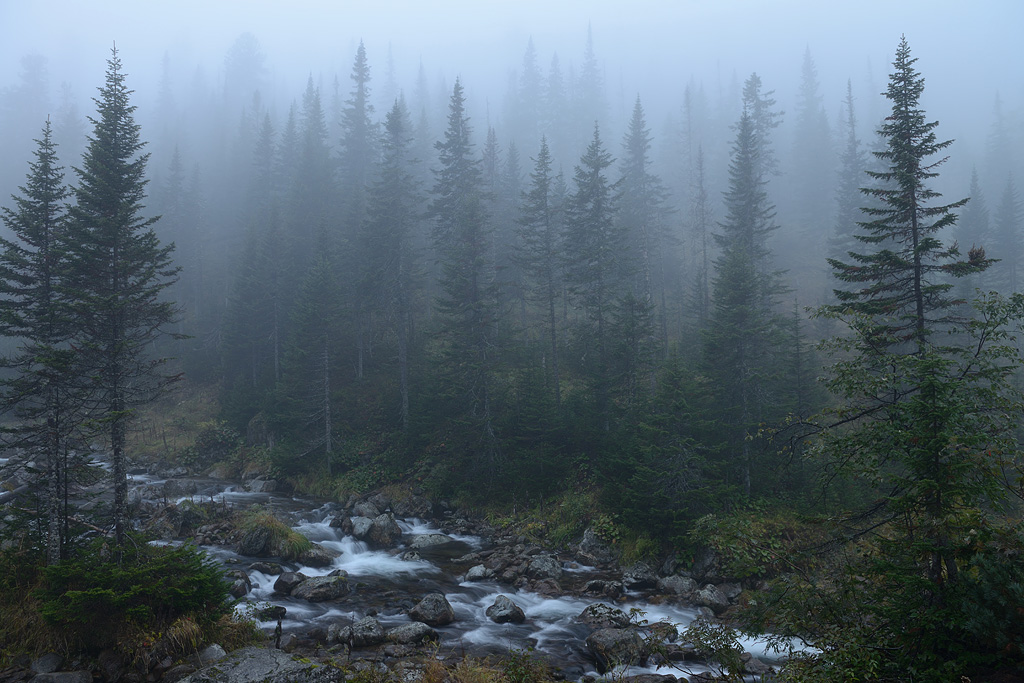

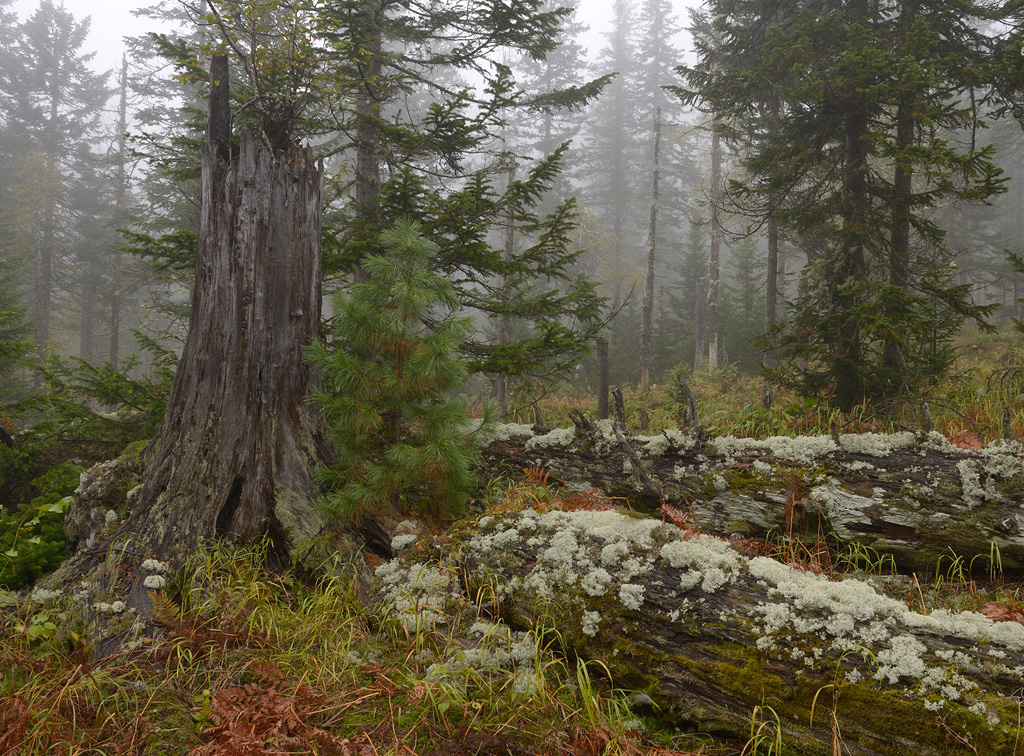

Bajkalski Rezerwat Biosfery (ros. Байкальский заповедник – ścisły rezerwat przyrody (zapowiednik) położony w Rosji, w jej azjatyckiej części, w pasmie gór Chamar-Daban, o powierzchni 165,7 tys. ha. Został założony w 1968 roku.
Na jego obszarze można przebywać po uzyskaniu zezwolenia dyrekcji i uiszczeniu opłaty. Budynek dyrekcji rezerwatu mieści się w miejscowości Tanchoj. W 2001 roku w wyniku pożaru uległa zniszczeniu wcześniejsza siedziba dyrekcji, a wraz z nią wszystkie zbiory, dokumentacja i muzeum.
W 1996 roku wraz z jeziorem Bajkał i jego okolicami (Barguziński Rezerwat Biosfery, Zabajkalski Park Narodowy, Nadbajkalski Park Narodowy, Rezerwat Bajkalsko-Leński) został wpisany na Listę Światowego Dziedzictwa UNESCO pod nazwą „Jezioro Bajkał”. 

## Szlaki piesze w rezerwacie
W rezerwacie występuje kilka znakowanych zaciosami ścieżek. Na szlakach co jakiś czas rozmieszczone są zimowia (przeznaczone dla turystów, kilkuosobowe chaty-schrony zimowe służące jako noclegowiska). Wśród tras można wymienić m.in.:
- Trasa na górę Duga – wiedzie przez tzw. Kiedrową Aleję, obok wodospadu na rzece Osinowka do góry Duga.
- Trasa do jeziora Czarnego – wiedzie przez tajgę, którą porastają głównie limby, jodły i świerki. Rosną tam również drzewa i krzewy liściaste takie jak m.in.: brzoza, olsza, czeremcha, topola wonna (relikt trzeciorzędowy), porzeczki i maliny. Trasa prowadzi wzdłuż rzeki Pieriejomnaja. Po drodze mija się kilka zimowi, m.in.: Talcy, Szum, Niemskij Kliucz i Rassocha. Następnie wiedzie ona wzdłuż strumienia Niemskij Kliucz do jeziora Czarnego. Zimowie przy jeziorze Czarnym jest miejscem wypadowym wycieczek w wyższe partie gór – w okolice szczytów: Rassocha (2151 m n.p.m.) i Sochor (2316 m n.p.m.).
- Trasa na górę Osinowka – rozpoczyna się na stacji kolejowej Osinowka (20 km od Tanchoj). Prowadzi ona najpierw po kładkach przez podmokłą brzezinę. Pierwszym spotkanym zimowiem jest Czum. Szlak prowadzi przez limbowo-jodłową tajgę, a następnie stromą ścieżką na szczyt Osinowka, z którego rozciąga się widok na Bajkał i wzgórza Chamar-Dabanu.
- Trasa wzdłuż rzeki Miszycha i Wydrino.